# FA Cup 2018-2019 (turni di qualificazione)

## Calendario
| Fase                    | Turno                           | Data              | Partite | Squadre entrate | Campionati entranti                                                          | Premio squadra vincente | Premio squadra perdente |
| ----------------------- | ------------------------------- | ----------------- | ------- | --------------- | ---------------------------------------------------------------------------- | ----------------------- | ----------------------- |
| Turni di qualificazione | Turno extra preliminare         | 10 agosto 2019    | 184     | 368             | N&S&I Divisions One, CC&HFL&SCEF&SSMFL, 10ª divisione (club meglio piazzati) | £2.250                  | £750                    |
| Turni di qualificazione | Turno preliminare               | 24 agosto 2019    | 160     | 136             | N&S&I Divisions One                                                          | £2.890                  | £960                    |
| Turni di qualificazione | Primo turno di qualificazione   | 7 settembre 2019  | 116     | 72              | N&S&I Premier Division                                                       | £6.000                  |                         |
| Turni di qualificazione | Secondo turno di qualificazione | 21 settembre 2019 | 80      | 44              | National North & South                                                       | £9.000                  |                         |
| Turni di qualificazione | Terzo turno di qualificazione   | 5 ottobre 2019    | 40      |                 |                                                                              | £15.000                 |                         |
| Turni di qualificazione | Quarto turno di qualificazione  | 19 ottobre 2019   | 32      | 24              | National League                                                              | £25.000                 |                         |

## Risultati

### Turno extra preliminare
Il sorteggio del turno extra preliminare si è tenuto il 6 luglio. A questo turno partecipano 80 club di 10º livello, il campionato di livello più basso ammesso alla competizione.
| Squadra 1                       | Risultato | Squadra 2                      |
| ------------------------------- | --------- | ------------------------------ |
| 10 agosto 2018                  |           |                                |
| Thetford Town (9)               | 1–0       | Fakenham Town (10)             |
| Winslow Utd (10)                | 2–2       | Easington Sports (10)          |
| Ascot Utd (9)                   | 2–1       | Camberley Town (9)             |
| 11 agosto 2018                  |           |                                |
| Consett (9)                     | 2–1       | North Shields (9)              |
| Thackley (9)                    | 2–3       | Whitley Bay (9)                |
| Hebburn Town (9)                | 2–3       | Dunston UTS (9)                |
| Ashington (9)                   | 0–2       | Knaresborough Town (9)         |
| Goole (9)                       | 1–5       | Morpeth Town (8)               |
| Glasshoughton Welfare (10)      | 1–2       | Blyth (9)                      |
| Newcastle Benfield (9)          | 1–1       | Stockton Town (9)              |
| Selby Town (10)                 | 3–2       | Whickham (9)                   |
| Seaham Red Star (9)             | 1–1       | Heaton Stannington (10)        |
| Team Northumbria (9)            | N.D.      | Shildon (9)                    |
| Northallerton Town (10)         | 0–4       | Garforth Town (9)              |
| Guisborough Town (9)            | 3–3       | Newton Aycliffe (9)            |
| Barnoldswick Town (9)           | 1–1       | Billingham Synthonia (10)      |
| Washington (10)                 | 0–4       | West Auckland Town (9)         |
| Sunderland RCA (9)              | 5–2       | Ryhope Colliery Welfare (9)    |
| Bridlington Town (9)            | 3–0       | Harrogate R.A. (9)             |
| Penrith (9)                     | 0–3       | Albion Sports (9)              |
| Bishop Auckland (9)             | 0–2       | Pickering Town (8)             |
| AFC Darwen (10)                 | 3–1       | Barnton (10)                   |
| Liversedge (9)                  | 5–2       | Padiham (9)                    |
| City of Liverpool (9)           | 3–1       | Silsden (9)                    |
| AFC Liverpool (10)              | 2–2       | Ashton Athletic (9)            |
| Widnes (8)                      | 1–1       | Northwich Victoria (9)         |
| Burscough (9)                   | 2–2       | 1874 Northwich (9)             |
| Congleton Town (9)              | 1–0       | Eccleshill Utd (9)             |
| Prestwich Heys (10)             | 2–1       | Abbey Hey (9)                  |
| West Didsbury & Chorlton (9)    | 2–3       | Squires Gate (9)               |
| Winsford Utd (9)                | 1–2       | Irlam (9)                      |
| Penistone Church (9)            | 2–1       | Bootle (9)                     |
| Hemsworth Miners Welfare (9)    | 1–1       | Runcorn Town (9)               |
| Maltby Main (9)                 | 3–0       | Athersley Recreation (9)       |
| Parkgate (10)                   | 2–0       | Sandbach Utd (10)              |
| Litherland REMYCA (9)           | 4–2       | Charnock Richard (9)           |
| Maine Road (10)                 | 0–1       | Handsworth Parramore (9)       |
| Walsall Wood (9)                | 1–1       | Worcester City (9)             |
| Highgate Utd (9)                | 1–0       | AFC Wulfrunians (9)            |
| Boldmere St. Michaels (9)       | 2–2       | Malvern Town (10)              |
| Atherstone Town (10)            | 1–1       | Hanley Town (9)                |
| Stourport Swifts (9)            | 2–1       | Shawbury United (10)           |
| Wednesfield (10)                | 2–1       | Rocester (10)                  |
| Coventry Sphinx (9)             | 0–1       | Whitchurch Alport (9)          |
| Haughmond (10)                  | 2–0       | Wolverhampton Sporting (9)     |
| Racing Club Warwick (10)        | 4–3       | Coleshill Town (8)             |
| Romulus (9)                     | 6–1       | Westfields (9)                 |
| Ellesmere Rangers (10)          | 0–1       | Leicester Road (10)            |
| Sporting Khalsa (9)             | 2–1       | Tividale (10)                  |
| Long Eaton Utd (9)              | 2–1       | St Andrews (10)                |
| Sleaford Town (9)               | 0–1       | South Normanton Athletic (9)   |
| Heather St John's (10)          | 3–6       | Kimberley Miners Welfare (10)  |
| Kirby Muxloe (9)                | 0–6       | AFC Mansfield (8)              |
| Clipstone (10)                  | 0–0       | Barton Town (9)                |
| Lutterworth Town (10)           | 2–1       | Heanor Town (10)               |
| Hinckley (10)                   | 1–1       | Anstey Nomads (10)             |
| Worksop Town (9)                | 3–3       | Shepshed Dynamo (9)            |
| Rainworth Miners Welfare (10)   | 2–1       | Dunkirk (9)                    |
| Staveley Miners Welfare (9)     | 4–2       | Boston Town (9)                |
| Teversal (10)                   | 1–2       | Loughborough University (9)    |
| Oadby Town (9)                  | 3–1       | Shirebrook Town (10)           |
| Bottesford Town (9)             | 3–1       | Radford (10)                   |
| Quorn (9)                       | 6–1       | Belper United (10)             |
| Leicester Nirvana (9)           | 0–3       | Grimsby Borough (10)           |
| Cogenhoe United (9)             | 1–2       | Wisbech Town (8)               |
| Wellingborough Whitworth (9)    | 0–1       | Harborough Town (9)            |
| Deeping Rangers (9)             | 3–2       | Holbeach United (9)            |
| Raunds Town (10)                | 1–2       | Eynesbury Rovers (9)           |
| Arlesey Town (9)                | 3–4       | Desborough Town (9)            |
| Northampton Sileby Rangers (10) | 2–0       | Ely City (9)                   |
| Godmanchester Rovers (9)        | 2–0       | Newport Pagnell Town (9)       |
| Biggleswade Utd (9)             | 1–1       | Wellingborough Town (9)        |
| Histon (9)                      | 6–1       | Peterborough Northern Star (9) |
| Daventry Town (9)               | 9–2       | Potton United (9)              |
| Biggleswade (9)                 | 2–0       | Northampton ON Chenecks (9)    |
| Swaffham Town (10)              | 1–3       | Yaxley (8)                     |
| Rothwell Corinthians (9)        | 3–0       | Pinchbeck Utd (9)              |
| Hullbridge Sports (9)           | 2–1       | Gorleston (9)                  |
| Wroxham (9)                     | 1–1       | Saffron Walden Town (9)        |
| Great Yarmouth Town (9)         | 1–3       | Hadleigh United (9)            |
| Walthamstow (9)                 | 3–1       | Walsham-le-Willows (9)         |
| Kirkley & Pakefield (9)         | 2–2       | FC Clacton (9)                 |
| Wodson Park (10)                | 1–3       | Hoddesdon Town (9)             |
| Tower Hamlets (9)               | int.      | Stanway Rovers (9)             |
| Norwich Utd (9)                 | 1–2       | Takeley (9)                    |
| Framlingham Town (9)            | 1–1       | Whitton United (9)             |
| Southend Manor (9)              | 1–3       | FC Romania (8)                 |
| Wivenhoe Town (10)              | 0–5       | Brantham Athletic (9)          |
| Stowmarket Town (9)             | 0–2       | Basildon Utd (8)               |
| Sporting Bengal United (9)      | 4–3       | Ilford (9)                     |
| Haverhill Rovers (9)            | 2–0       | Haverhill Borough (10)         |
| Ipswich Wanderers (10)          | 0–5       | Baldock Town (9)               |
| Barkingside (9)                 | 0–0       | Leyton Athletic (9)            |
| Cockfosters (9)                 | 0–2       | Newmarket Town (9)             |
| Woodbridge Town (9)             | 2–2       | Clapton (9)                    |
| Burnham Ramblers (10)           | 3–5       | West Essex (9)                 |
| Redbridge (9)                   | 1–3       | Long Melford (9)               |
| Oxhey Jets (9)                  | 3–4       | Wantage Town (9)               |
| Tuffley Rovers (9)              | 1–4       | Colney Heath (9)               |
| Harpenden Town (9)              | 1–0       | Edgware Town (9)               |
| Hadley (9)                      | 2–0       | Fairford Town (9)              |
| Brackley Town Saints (9)        | 1–0       | London Colney (9)              |
| London Lions (10)               | 2–1       | Wembley (9)                    |
| Windsor (9)                     | 3–3       | Highworth Town (8)             |
| Bishop's Cleeve (9)             | 5–2       | Stotfold (9)                   |
| AFC Hayes (9)                   | 1–2       | Lydney Town (9)                |
| Flackwell Heath (9)             | 0–2       | North Greenford Utd (9)        |
| Tring Athletic (9)              | 0–2       | Berkhamsted (8)                |
| Holmer Green (9)                | 0–1       | Longlevens (9)                 |
| Ardley Utd (9)                  | 7–0       | Shortwood Utd (9)              |
| Holyport (10)                   | 1–2       | Brimscombe & Thrupp (9)        |
| Abingdon Utd (9)                | 2–2       | Burnham (10)                   |
| Crawley Green (9)               | 7–1       | Woodley Utd (10)               |
| Reading City (9)                | 1–1       | Chipping Sodbury Town (9)      |
| Leighton Town (9)               | 0–1       | Royal Wootton Bassett Town (9) |
| Arundel (9)                     | 4–1       | Chertsey Town (9)              |
| Broadbridge Heath (9)           | 0–2       | Shoreham (9)                   |
| Bearsted (9)                    | 2–1       | Chichester City (9)            |
| Redhill (9)                     | 1–3       | Horley Town (9)                |
| AFC Croydon Athletic (9)        | 5–0       | Rochester Utd (10)             |
| Spelthorne Sports (9)           | 3–0       | Peacehaven & Telscombe (9)     |
| Hassocks (9)                    | 1–3       | Erith Town (9)                 |
| Worthing United (10)            | 1–1       | Littlehampton Town (10)        |
| Crowborough Athletic (9)        | 1–1       | Hanworth Villa (9)             |
| Raynes Park Vale (9)            | 3–0       | Lingfield (9)                  |
| AFC Uckfield Town (9)           | 1–0       | Glebe (9)                      |
| Abbey Rangers (9)               | 0–4       | Newhaven (9)                   |
| Cobham (9)                      | 1–0       | Sheppey Utd (9)                |
| Fisher (9)                      | 1–2       | Horsham YMCA (9)               |
| Loxwood (9)                     | 2–1       | Hollands & Blair (9)           |
| Sevenoaks Town (8)              | 6–1       | Lordswood (9)                  |
| Crawley Down Gatwick (9)        | 0–1       | Three Bridges (8)              |
| Eastbourne Utd (9)              | 0–2       | Hackney Wick (10)              |
| Croydon (9)                     | 2–2       | Tunbridge Wells (9)            |
| Erith & Belvedere (10)          | 0–0       | Saltdean Utd (9)               |
| Haywards Heath Town (8)         | 0–2       | Lancing (9)                    |
| East Preston (9)                | 0–2       | Balham (9)                     |
| K Sports (9)                    | 2–2       | Pagham (9)                     |
| Deal Town (9)                   | 2–2       | Whitstable Town (8)            |
| Broadfields Utd (10)            | 3–0       | Banstead Athletic (9)          |
| Chatham Town (9)                | 3–1       | Walton & Hersham (9)           |
| Corinthian (9)                  | 3–0       | Canterbury City (9)            |
| Beckenham Town (9)              | 1–1       | Colliers Wood Utd (9)          |
| Hamworthy Utd (9)               | 3–2       | Team Solent (9)                |
| Melksham Town (8)               | 4–0       | Badshot Lea (9)                |
| AFC Stoneham (10)               | 0–0       | AFC Portchester (9)            |
| Newport (IoW) (10)              | 3–1       | Amesbury Town (10)             |
| Knaphill (9)                    | 0–3       | Sholing (9)                    |
| Guildford City (9)              | 0–1       | Petersfield Town (10)          |
| Tadley Calleva (9)              | 1–3       | Baffins Milton Rover (9)       |
| Bemerton H. Harlequins (9)      | 1–0       | Cowes Sports (9)               |
| Andover New Street (9)          | 4–0       | Romsey Town (10)               |
| United Services Portsmouth (10) | 5–2       | Andover Town (10)              |
| Horndean (9)                    | 5–0       | Godalming Town (10)            |
| Hamble Club (9)                 | 1–1       | Alresford Town (9)             |
| Farnham Town (10)               | 1–2       | Binfield (9)                   |
| Brockenhurst (9)                | 2–2       | Christchurch (9)               |
| Bashley (9)                     | 0–2       | Bournemouth (9)                |
| Fareham Town (9)                | 0–2       | Frimley Green (10)             |
| Sandhurst Town (10)             | 1–1       | Lymington Town (9)             |
| Clevedon Town (9)               | 1–2       | Portland Utd (9)               |
| Westbury Utd (9)                | 3–0       | Cribbs (9)                     |
| Hallen (9)                      | 0–0       | Longwell Green Sports (10)     |
| Wells City (10)                 | 2–5       | Shaftesbury (9)                |
| Bodmin Town (10)                | 4–4       | Keynsham Town (10)             |
| Cheddar (10)                    | 3–2       | Bridgwater Town (9)            |
| Shepton Mallet (9)              | 1–1       | Willand Rovers (9)             |
| Bitton (9)                      | 7–0       | Tavistock (10)                 |
| Buckland Athletic (9)           | 3–0       | Pewsey Vale (10)               |
| Bridport (9)                    | 0–0       | Wellington AFC (9)             |
| Hengrove Athletic (9)           | 1–5       | Plymouth Parkway (9)           |
| Saltash United (10)             | 1–0       | Odd Down (9)                   |
| Brislington (9)                 | 1–2       | Cadbury Heath (9)              |
| Bradford Town (9)               | 5–2       | Roman Glass St George (9)      |
| 12 agosto 2018                  |           |                                |
| Hallam (10)                     | 0–2       | Runcorn Linnets (8)            |
| Coventry United (9)             | 1–2       | Rugby Town (9)                 |
| St. Margaretsbury (9)           | 2–0       | Enfield 1893 (9)               |
| Stansted (9)                    | 2–1       | Sawbridgworth Town (9)         |
| Southall (9)                    | 0–1       | Leverstock Green (9)           |
| Sutton Common Rovers (9)        | 0–2       | CB Hounslow Utd (9)            |
| Langney Wanderers (9)           | 1–2       | Epsom & Ewell (10)             |
| Little Common (9)               | 2–2       | Bedfont Sports (8)             |
| Cray Valley PM (9)              | 3–2       | Eastbourne Town (9)            |
| Rusthall (9)                    | 3–0       | Wick (10)                      |
| 21 agosto 2018                  |           |                                |
| Tower Hamlets (9)               | 0–2       | Stanway Rovers (9)             |

#### Replay
| Squadra 1                  | Risultato     | Squadra 2                    |
| -------------------------- | ------------- | ---------------------------- |
| 14 agosto 2018             |               |                              |
| Newton Aycliffe (9)        | 0–2           | Guisborough Town (9)         |
| Ashton Athletic (9)        | 4–1           | AFC Liverpool (10)           |
| 1874 Northwich (9)         | 3–3 (2-4 dtr) | Burscough (9)                |
| Worcester City (9)         | 1–1 (2-3 dtr) | Walsall Wood (9)             |
| Malvern Town (10)          | 3–2           | Boldmere St. Michaels (9)    |
| Hanley Town (9)            | 1–4           | Atherstone Town (10)         |
| Barton Town (9)            | 3–4           | Clipstone (10)               |
| Anstey Nomads (10)         | 4–3 (dts)     | Hinckley (10)                |
| Shepshed Dynamo (9)        | 4–5 (dts)     | Worksop Town (9)             |
| Wellingborough Town (9)    | 2–1           | Biggleswade Utd (9)          |
| Saffron Walden Town (9)    | 3–2 (dts)     | Wroxham (9)                  |
| FC Clacton (9)             | rinv.         | Kirkley & Pakefield (9)      |
| Whitton United (9)         | 3–1           | Framlingham Town (9)         |
| Clapton (9)                | 1–1 (4-5 dtr) | Woodbridge Town (9)          |
| Easington Sports (10)      | 2–0           | Winslow Utd (10)             |
| Burnham (10)               | 2–0           | Abingdon Utd (9)             |
| Chipping Sodbury Town (9)  | 2–1 (dts)     | Reading City (9)             |
| Bedfont Sports (8)         | 2–1           | Little Common (9)            |
| Hanworth Villa (9)         | 2–0           | Crowborough Athletic (9)     |
| Tunbridge Wells (9)        | 2–3 (dts)     | Croydon (9)                  |
| Saltdean Utd (9)           | 2–0           | Erith & Belvedere (10)       |
| Pagham (9)                 | 2–0           | K Sports (9)                 |
| Colliers Wood Utd (9)      | 0–2 (dts)     | Beckenham Town (9)           |
| AFC Portchester (9)        | 0–3           | AFC Stoneham (10)            |
| Alresford Town (9)         | 0–2           | Hamble Club (9)              |
| Christchurch (9)           | 0–2           | Brockenhurst (9)             |
| Longwell Green Sports (10) | 0–1           | Hallen (9)                   |
| Keynsham Town (10)         | 1–3           | Bodmin Town (10)             |
| 15 agosto 2018             |               |                              |
| Stockton Town (9)          | 0–3           | Newcastle Benfield (9)       |
| Heaton Stannington (10)    | 4–4 (2-4 dtr) | Seaham Red Star (9)          |
| Billingham Synthonia (10)  | 0–4           | Barnoldswick Town (9)        |
| Northwich Victoria (9)     | 1–0 (dts)     | Widnes (8)                   |
| Runcorn Town (9)           | 1–0           | Hemsworth Miners Welfare (9) |
| Leyton Athletic (9)        | 3–0           | Barkingside (9)              |
| Highworth Town (8)         | 1–2           | Windsor (9)                  |
| Littlehampton Town (10)    | 2–4 (dts)     | Worthing United (10)         |
| Whitstable Town (8)        | 4–3           | Deal Town (9)                |
| Lymington Town (9)         | 5–1           | Sandhurst Town (10)          |
| Willand Rovers (9)         | 3–0           | Shepton Mallet (9)           |
| Wellington AFC (9)         | 0–3           | Bridport (9)                 |
| 21 agosto 2018             |               |                              |
| FC Clacton (9)             | 3–2           | Kirkley & Pakefield (9)      |

### Turno preliminare
Il sorteggio del turno preliminare si è tenuto il 6 luglio. A questo turno si sono qualificati 32 club di 10ª divisione, il campionato di livello più basso fin qui rappresentato.
| Squadra 1                       | Risultato | Squadra 2                     |
| ------------------------------- | --------- | ----------------------------- |
| 24 agosto 2018                  |           |                               |
| Thetford Town (9)               | 0–5       | Godmanchester Rovers (9)      |
| Bowers & Pitsea (8)             | 1–0       | Barking (8)                   |
| Coggeshall Town (8)             | 0–0       | Witham Town (8)               |
| Tooting & Mitcham United (8)    | 2–1       | Horley Town (9)               |
| United Services Portsmouth (10) | 1–3       | Sholing (9)                   |
| 25 agosto 2018                  |           |                               |
| Knaresborough Town (9)          | 5–1       | Blyth (9)                     |
| Bridlington Town (9)            | 1–2       | Garforth Town (9)             |
| Dunston UTS (9)                 | 4–2       | Pontefract Collieries (8)     |
| Newcastle Benfield (9)          | 1–0       | West Auckland Town (9)        |
| Whitley Bay (9)                 | 6–1       | Barnoldswick Town (9)         |
| Morpeth Town (8)                | 1–0       | Marske Utd (8)                |
| Consett (9)                     | 5–2       | Seaham Red Star (9)           |
| Tadcaster Albion (8)            | 4–1       | Shildon (9)                   |
| Clitheroe (8)                   | 6–6       | Sunderland RCA (9)            |
| Kendal Town (8)                 | 1–1       | Selby Town (10)               |
| Pickering Town (8)              | 0–4       | Colne (8)                     |
| Albion Sports (9)               | 2–2       | Guisborough Town (9)          |
| Ashton Athletic (9)             | 2–1       | Skelmersdale Utd (8)          |
| Ossett Utd (8)                  | 2–2       | Mossley (8)                   |
| Burscough (9)                   | 2–0       | Northwich Victoria (9)        |
| Atherton Collieries (8)         | 2–1       | Colwyn Bay (8)                |
| Kidsgrove Athletic (8)          | 1–1       | Ramsbottom United (8)         |
| Stocksbridge PS (8)             | 1–3       | Bamber Bridge (7)             |
| Prescot Cables (8)              | 1–2       | Irlam (9)                     |
| Brighouse Town (8)              | 0–2       | Parkgate (10)                 |
| Prestwich Heys (10)             | 0–2       | Radcliffe FC (8)              |
| Droylsden (8)                   | 4–4       | Squires Gate (9)              |
| Hyde Utd (7)                    | 5–1       | Sheffield (8)                 |
| Handsworth Parramore (9)        | 0–1       | Congleton Town (9)            |
| Frickley Athletic (8)           | 10–1      | Liversedge (9)                |
| Runcorn Linnets (8)             | 1–2       | Maltby Main (9)               |
| Penistone Church (9)            | 1–3       | Runcorn Town (9)              |
| AFC Darwen (10)                 | 1–4       | Trafford (8)                  |
| City of Liverpool (9)           | 1–1       | Glossop North End (8)         |
| Stourport Swifts (9)            | 2–1       | Sporting Khalsa (9)           |
| Sutton Coldfield Town (8)       | 3–0       | Gresley (8)                   |
| Alvechurch (7)                  | 4–3       | Bromsgrove Sporting (8)       |
| Malvern Town (10)               | 1–2       | Racing Club Warwick (10)      |
| Bedworth Utd (7)                | 1–3       | Atherstone Town (10)          |
| Romulus (9)                     | 4–0       | Newcastle Town (8)            |
| Walsall Wood (9)                | 2–1       | Whitchurch Alport (9)         |
| Highgate Utd (9)                | 3–0       | Leicester Road (10)           |
| Wednesfield (10)                | 2–2       | Chasetown (8)                 |
| Rugby Town (9)                  | 1–0       | Evesham Utd (8)               |
| Haughmond (10)                  | 1–1       | Market Drayton Town (8)       |
| Kimberley Miners Welfare (10)   | 0–2       | Oadby Town (9)                |
| Loughborough Dynamo (8)         | 2–4       | Bottesford Town (9)           |
| Staveley Miners Welfare (9)     | 3–0       | Lutterworth Town (10)         |
| Belper Town (8)                 | 2–1       | Lincoln Utd (8)               |
| Loughborough University (9)     | 3–3       | Cleethorpes Town (8)          |
| AFC Mansfield (8)               | 1–0       | Rainworth Miners Welfare (10) |
| Anstey Nomads (10)              | 4–1       | Clipstone (10)                |
| Grimsby Borough (10)            | 1–0       | Long Eaton Utd (9)            |
| Quorn (9)                       | 3–2       | South Normanton Athletic (9)  |
| Stamford (8)                    | 1–1       | Peterborough Sports (8)       |
| Northampton Sileby Rangers (10) | 1–1       | Wisbech Town (8)              |
| Deeping Rangers (9)             | 1–1       | AFC Rushden & Diamonds (7)    |
| Harborough Town (9)             | 1–2       | Cambridge City (8)            |
| Corby Town (8)                  | 3–3       | Dunstable Town (8)            |
| Biggleswade (9)                 | sosp.     | Soham Town Rangers (8)        |
| Desborough Town (9)             | 0–3       | Kempston Rovers (8)           |
| Bedford Town (8)                | 4–1       | Dereham Town (8)              |
| Histon (9)                      | 1–1       | Eynesbury Rovers (9)          |
| Daventry Town (9)               | 7–5       | Yaxley (8)                    |
| Barton Rovers (8)               | 3–2       | Rothwell Corinthians (9)      |
| Spalding Utd (8)                | 3–2       | Wellingborough Town (9)       |
| Waltham Abbey (8)               | 0–2       | Bury Town (8)                 |
| Felixstowe & Walton United (8)  | 0–1       | Walthamstow (9)               |
| AFC Sudbury (8)                 | 2–0       | Mildenhall Town (8)           |
| Heybridge Swifts (8)            | 3–0       | West Essex (9)                |
| Aveley (8)                      | 0–2       | Potters Bar Town (7)          |
| Hertford Town (8)               | 5–3       | Tilbury (8)                   |
| Long Melford (9)                | 3–1       | St. Margaretsbury (9)         |
| Haverhill Rovers (9)            | 2–1       | Maldon & Tiptree (8)          |
| Brantham Athletic (9)           | 1–0       | Welwyn G. City (8)            |
| Haringey Borough (7)            | 1–0       | Stanway Rovers (9)            |
| Cheshunt (8)                    | 1–0       | Canvey Island (8)             |
| FC Romania (8)                  | 2–0       | Grays Athletic (8)            |
| Woodbridge Town (9)             | 5–1       | Hadleigh United (9)           |
| Basildon Utd (8)                | 2–1       | Whitton United (9)            |
| Great Wakering Rovers (8)       | 4–1       | Leyton Athletic (9)           |
| FC Clacton (9)                  | 2–4       | Ware (8)                      |
| Newmarket Town (9)              | 2–1       | Hullbridge Sports (9)         |
| Saffron Walden Town (9)         | 4–1       | Hoddesdon Town (9)            |
| Brentwood Town (8)              | 1–1       | Sporting Bengal United (9)    |
| Easington Sports (10)           | 1–2       | Chipping Sodbury Town (9)     |
| Northwood (8)                   | 3–1       | Longlevens (9)                |
| Ardley Utd (9)                  | 2–4       | Burnham (10)                  |
| AFC Dunstable (8)               | 0–0       | Swindon Supermarine (7)       |
| Crawley Green (9)               | 2–3       | Aylesbury Utd (8)             |
| Kidlington (8)                  | 0–1       | Marlow (8)                    |
| Thame Utd (8)                   | 0–2       | Berkhamsted (8)               |
| Bishop's Cleeve (9)             | 5–2       | North Greenford Utd (9)       |
| Didcot Town (8)                 | 1–1       | Aylesbury (8)                 |
| Slimbridge (8)                  | 1–1       | Wantage Town (9)              |
| Chalfont St Peter (8)           | 1–0       | London Lions (10)             |
| Beaconsfield Town (7)           | 2–0       | Uxbridge (8)                  |
| Colney Heath (9)                | 1–3       | Cinderford Town (8)           |
| Harpenden Town (9)              | 0–6       | Leverstock Green (9)          |
| Brimscombe & Thrupp (9)         | 0–7       | Hayes & Yeading Utd (8)       |
| North Leigh (8)                 | 2–4       | Hanwell Town (8)              |
| Cirencester Town (8)            | 5–0       | Windsor (9)                   |
| Royal Wootton Bassett Town (9)  | 0–0       | Lydney Town (9)               |
| East Grinstead Town (8)         | 1–0       | South Park (8)                |
| Walton Casuals (7)              | 6–0       | Shoreham (9)                  |
| Beckenham Town (9)              | 2–2       | Epsom & Ewell (10)            |
| Three Bridges (8)               | 2–3       | Phoenix Sports (8)            |
| Template:Calcio Arundel (9)     | 1–7       | Herne Bay (8)                 |
| Sittingbourne (8)               | 2–0       | Bearsted (9)                  |
| Newhaven (9)                    | 0–2       | Pagham (9)                    |
| Cobham (9)                      | 1–3       | Egham Town (8)                |
| Molesey (8)                     | 0–0       | Lewes (7)                     |
| AFC Croydon Athletic (9)        | 1–1       | Hanworth Villa (9)            |
| Raynes Park Vale (9)            | 1–1       | Spelthorne Sports (9)         |
| Carshalton Athletic (7)         | 0–1       | Horsham (8)                   |
| Ashford Utd (8)                 | 0–2       | Horsham YMCA (9)              |
| AFC Uckfield Town (9)           | 4–1       | Broadfields Utd (10)          |
| Greenwich Borough (8)           | 3–7       | Lancing (9)                   |
| Chipstead (8)                   | 0–1       | Corinthian (9)                |
| Loxwood (9)                     | 1–1       | Erith Town (9)                |
| Hythe Town (8)                  | 3–0       | Worthing United (10)          |
| Whyteleafe (8)                  | 1–1       | Saltdean Utd (9)              |
| Corinthian Casuals (7)          | 6–0       | Croydon (9)                   |
| Ramsgate (8)                    | 2–1       | Chatham Town (9)              |
| CB Hounslow Utd (9)             | 0–2       | Whitstable Town (8)           |
| Cray Wanderers (8)              | 1–1       | Rusthall (9)                  |
| Faversham Town (8)              | 4–1       | Hackney Wick (10)             |
| Balham (9)                      | 0–2       | Thamesmead Town (8)           |
| Hastings Utd (8)                | 3–2       | VCD Athletic (8)              |
| Sevenoaks Town (8)              | 1–0       | Bedfont Sports (8)            |
| Thatcham Town (8)               | 0–0       | Bemerton H. Harlequins (9)    |
| Salisbury (7)                   | 6–0       | Hamble Club (9)               |
| Binfield (9)                    | 2–1       | Brockenhurst (9)              |
| Moneyfields (8)                 | 3–1       | Andover New Street (9)        |
| Hamworthy Utd (9)               | 1–0       | AFC Totton (8)                |
| Lymington Town (9)              | 2–0       | Frimley Green (10)            |
| Fleet Town (8)                  | 3–1       | Petersfield Town (10)         |
| AFC Stoneham (10)               | 2–0       | Westfield (Surrey) (8)        |
| Baffins Milton Rovers (9)       | 1–4       | Hartley Wintney (7)           |
| Wimborne Town (7)               | 6–0       | Newport (IoW) (10)            |
| Melksham Town (8)               | 1–0       | Blackfield & Langley (8)      |
| Ascot Utd (9)                   | 0–3       | Horndean (9)                  |
| Winchester City (8)             | 1–0       | Bournemouth (9)               |
| Bodmin Town (10)                | 2–2       | Cadbury Heath (9)             |
| Bideford (8)                    | 2–2       | Bristol Manor Farm (8)        |
| Bradford Town (9)               | 0–1       | Paulton Rovers (8)            |
| Hallen (9)                      | 0–5       | Bridport (9)                  |
| Barnstaple Town (8)             | 0–1       | Shaftesbury (9)               |
| Plymouth Parkway (9)            | 1–0       | Larkhall Athletic (8)         |
| Portland Utd (9)                | 0–2       | Bitton (9)                    |
| Westbury Utd (9)                | 3–0       | Saltash United (10)           |
| Cheddar (10)                    | 0–3       | Yate Town (8)                 |
| Willand Rovers (9)              | 1–2       | Street (8)                    |
| Buckland Athletic (9)           | 2–0       | Mangotsfield United (8)       |
| 26 agosto 2018                  |           |                               |
| Worksop Town (9)                | 2–1       | Carlton Town (8)              |
| Stansted (9)                    | 0–1       | Takeley (9)                   |
| Romford (8)                     | 3–2       | Baldock Town (9)              |
| Cray Valley PM (9)              | 4–1       | Ashford Town (8)              |
| 27 agosto 2018                  |           |                               |
| Brackley Town Saints (9)        | 0–0       | Hadley (9)                    |
| 4 settembre                     |           |                               |
| Charnock Richard (9)            | 2–2       | Leek Town (8)                 |
| Biggleswade (9)                 | 3–5       | Soham Town Rangers (8)        |

#### Replay
| Squadra 1                  | Risultato     | Squadra 2                       |
| -------------------------- | ------------- | ------------------------------- |
| 28 agosto 2018             |               |                                 |
| Eynesbury Rovers (9)       | 1–3           | Histon (9)                      |
| Epsom & Ewell (10)         | 0–3 (a.e.t.)  | Beckenham Town (9)              |
| 29 agosto 2018             |               |                                 |
| Guisborough Town (9)       | 4–0           | Albion Sports (9)               |
| Sporting Bengal United (9) | 1–3           | Brentwood Town (8)              |
| Hadley (9)                 | 1–0           | Brackley Town Saints (9)        |
| Cadbury Heath (9)          | 4–1           | Bodmin Town (10)                |
| 3 settembre 2018           |               |                                 |
| Erith Town (9)             | 4–1           | Loxwood (9)                     |
| 4 settembre 2018           |               |                                 |
| Sunderland RCA (9)         | 2–3           | Clitheroe (8)                   |
| Selby Town (10)            | 1–1 (3-5 dtr) | Kendal Town (8)                 |
| Mossley (8)                | 1–1 (4-2 dtr) | Ossett Utd (8)                  |
| Ramsbottom United (8)      | 0–0 (2-3 dtr) | Kidsgrove Athletic (8)          |
| Squires Gate (9)           | 1–0           | Droylsden (8)                   |
| Glossop North End (8)      | 2–3 (dts)     | City of Liverpool (9)           |
| Chasetown (8)              | 3–1           | Wrdnesfield (10)                |
| Market Drayton Town (8)    | 0–1           | Haughmond (10)                  |
| Cleethorpes Town (8)       | 1–0           | Loughborough University (9)     |
| Peterborough Sports (8)    | 4–3           | Stamford (8)                    |
| Wisbech Town (8)           | 0–0 (5-3 dtr) | Northampton Sileby Rangers (10) |
| AFC Rushden & Diamonds (7) | 3–0           | Deeping Rangers (9)             |
| Dunstable Town (8)         | 0–4           | Corby Town (8)                  |
| Witham Town (8)            | 1–3           | Coggeshall Town (8)             |
| Swindon Supermarine (7)    | 3–0           | AFC Dunstable (8)               |
| Aylesbury (8)              | 0–1           | Didcot Town (8)                 |
| Wantage Town (9)           | 1–0           | Slimbridge (8)                  |
| Lydney Town (9)            | 5–3           | Royal Wootton Bassett Town (9)  |
| Hanworth Villa (9)         | 0–1           | AFC Croydon Athletic (9)        |
| Spelthorne Sports (9)      | 4–3 (dts)     | Raynes Park Vale (9)            |
| Saltdean Utd (9)           | 1–2           | Whyteleafe (8)                  |
| Bemerton H. Harlequins (9) | 3–2           | Thatcham Town (8)               |
| Bristol Manor Farm (8)     | 4–2 (dts)     | Bideford (8)                    |
| 5 settembre 2018           |               |                                 |
| Lewes (7)                  | 8–1           | Molesey (8)                     |
| Rusthall (9)               | 2–2 (3-4 dtr) | Cray Wanderers (8)              |
| 8 settembre 2018           |               |                                 |
| Leek Town (8)              | 3–2           | Charnock Richard (9)            |

### Primo turno di qualificazione
Il sorteggio del primo turno di qualificazione si è svolto il 28 agosto. A questo turno si sono qualificate 8 squadre di 10ª divisione, il campionato di livello più basso fin qui rappresentato.
| Squadra 1                 | Risultato | Squadra 2                    |
| ------------------------- | --------- | ---------------------------- |
| 7 settembre 2018          |           |                              |
| Basford Utd (7)           | 1–3       | Staveley Miners Welfare (9)  |
| 8 settembre 2018          |           |                              |
| Radcliffe FC (8)          | 1–0       | Stalybridge Celtic (7)       |
| Squires Gate (9)          | 1–5       | City of Liverpool (9)        |
| Lancaster City (7)        | 0–2       | Trafford (8)                 |
| South Shields (7)         | 5–1       | Garforth Town (9)            |
| Warrington Town (7)       | 4–0       | Burscough (9)                |
| Runcorn Town (9)          | 2–3       | Irlam (9)                    |
| Whitley Bay (9)           | 1–0       | Whitby Town (7)              |
| Marine (7)                | 1–1       | Scarborough Athl. (7)        |
| Colne (8)                 | 2–0       | Hyde Utd (7)                 |
| Newcastle Benfield (9)    | 1–1       | Workington (7)               |
| Dunston UTS (9)           | 4–1       | North Ferriby Utd (7)        |
| Knaresborough Town (9)    | 7–3       | Kendal Town (8)              |
| Atherton Collieries (8)   | 1–2       | Kidsgrove Athletic (8)       |
| Guisborough Town (9)      | 0–4       | Farsley Celtic (7)           |
| Congleton Town (9)        | 0–1       | Consett (9)                  |
| Witton Albion (7)         | 5–0       | Bottesford Town (9)          |
| Clitheroe (8)             | 2–5       | Mossley (8)                  |
| Ashton Athletic (9)       | 1–1       | Morpeth Town (8)             |
| Maltby Main (9)           | 1–2       | Frickley Athletic (8)        |
| Bamber Bridge (7)         | 3–1       | Tadcaster Albion (8)         |
| Highgate Utd (9)          | 1–2       | Stourbridge (7)              |
| Cleethorpes Town (8)      | 4–1       | Walsall Wood (9)             |
| Romulus (9)               | 4–0       | Belper Town (8)              |
| Nantwich Town (7)         | 5–2       | Worksop Town (9)             |
| Sutton Coldfield Town (8) | 2–2       | Rushall Olympic (7)          |
| Quorn (9)                 | 0–1       | Atherstone Town (10)         |
| Coalville Town (7)        | 2–1       | Racing Club Warwick (10)     |
| Hednesford Town (7)       | 2–0       | Tamworth (7)                 |
| Grimsby Borough (10)      | 1–2       | Stafford Rangers (7)         |
| Matlock Town (7)          | 1–2       | Halesowen Town (7)           |
| Barwell (7)               | 2–5       | Buxton (7)                   |
| Daventry Town (9)         | 0–1       | Grantham Town (7)            |
| Mickleover Sports (7)     | 6–0       | Haughmond (10)               |
| Anstey Nomads (10)        | 2–1       | Oadby Town (9)               |
| Chasetown (8)             | 1–1       | Gainsborough Trinity (7)     |
| Redditch Utd (7)          | 2–4       | Rugby Town (9)               |
| Stratford Town (7)        | 0–1       | Alvechurch (7)               |
| Leverstock Green (9)      | 0–0       | Hadley (9)                   |
| St Neots Town (7)         | 2–1       | Bishop's Stortford (7)       |
| Burnham (10)              | 1–0       | Bury Town (8)                |
| Cambridge City (8)        | 3–4       | Brightlingsea Regent (7)     |
| Heybridge Swifts (8)      | 2–0       | Newmarket Town (9)           |
| Hanwell Town (8)          | 2–1       | Potters Bar Town (7)         |
| Brantham Athletic (9)     | 1–0       | Spalding Utd (8)             |
| Corby Town (8)            | 2–0       | Hertford Town (8)            |
| AFC Sudbury (8)           | 3–2       | Royston Town (7)             |
| Ware (8)                  | 0–1       | Lowestoft Town (7)           |
| Hendon (7)                | 1–1       | Harlow Town (7)              |
| Brentwood Town (8)        | 2–3       | Haringey Borough (7)         |
| Haverhill Rovers (9)      | 0–0       | Long Melford (9)             |
| AFC Hornchurch (7)        | 1–0       | Harrow Borough (7)           |
| Swindon Supermarine (7)   | 7–1       | Woodbridge Town (9)          |
| FC Romania (8)            | 4–0       | Soham Town Rangers (8)       |
| Chesham Utd (7)           | 2–1       | Biggleswade Town (7)         |
| Chalfont St Peter (8)     | 1–1       | Kempston Rovers (8)          |
| Great Wakering Rovers (8) | 3–1       | Wisbech Town (8)             |
| King's Lynn Town (7)      | 2–2       | Histon (9)                   |
| Hayes & Yeading Utd (8)   | 2–1       | AFC Rushden & Diamonds (7)   |
| Northwood (8)             | 0–0       | Kings Langley (7)            |
| Coggeshall Town (8)       | 1–1       | Berkhamsted (8)              |
| Saffron Walden Town (9)   | 0–0       | St Ives Town (7)             |
| Walthamstow (9)           | 0–2       | Beaconsfield Town (7)        |
| Wingate & Finchley (7)    | 1–2       | Didcot Town (8)              |
| Cheshunt (8)              | 2–2       | Leiston (7)                  |
| Hitchin Town (7)          | 3–1       | Godmanchester Rovers (9)     |
| Bowers & Pitsea (8)       | 5–1       | Takeley (9)                  |
| Basildon Utd (8)          | 0–2       | Peterborough Sports (8)      |
| Barton Rovers (8)         | 0–4       | Needham Market (7)           |
| Enfield Town (7)          | 0–3       | Bedford Town (8)             |
| Ramsgate (8)              | 1–1       | Sevenoaks Town (8)           |
| Hastings Utd (8)          | 2–1       | Kingstonian (7)              |
| Metropolitan Police (7)   | 3–2       | Cray Wanderers (8)           |
| Faversham Town (8)        | 1–3       | Worthing (7)                 |
| Farnborough (7)           | 2–2       | Lewes (7)                    |
| AFC Uckfield Town (9)     | 1–0       | AFC Croydon Athletic (9)     |
| Fleet Town (8)            | 1–2       | East Grinstead Town (8)      |
| Phoenix Sports (8)        | 2–2       | Lancing (9)                  |
| Merstham (7)              | 0–0       | Cray Valley PM (9)           |
| Spelthorne Sports (9)     | 1–5       | Erith Town (9)               |
| Hythe Town (8)            | 0–2       | Tonbridge Angels (7)         |
| Egham Town (8)            | 1–0       | Staines Town (7)             |
| Corinthian-Casuals (7)    | 0–0       | Whyteleafe (8)               |
| Margate (7)               | 3–2       | Horndean (9)                 |
| Moneyfields (8)           | 1–0       | Thamesmead Town (8)          |
| Whitstable Town (8)       | 0–5       | Bognor Regis Town (7)        |
| Horsham YMCA (9)          | 1–2       | Tooting & Mitcham United (8) |
| Corinthian (9)            | 1–1       | Horsham (8)                  |
| Pagham (9)                | 0–2       | Whitehawk (7)                |
| Leatherhead (7)           | 2–0       | Herne Bay (8)                |
| Beckenham Town (9)        | 0–0       | Walton Casuals (7)           |
| Burgess Hill Town (7)     | 1–0       | Folkestone Invicta (7)       |
| Dorking Wanderers (7)     | 2–0       | Hartley Wintney (7)          |
| Sittingbourne (8)         | 0–1       | Gosport Borough (7)          |
| Weymouth (7)              | 1–1       | Banbury Utd (7)              |
| Melksham Town (8)         | 1–4       | Merthyr Town (7)             |
| Bitton (9)                | 3–0       | Westbury Utd (9)             |
| AFC Stoneham (10)         | 0–7       | Cirencester Town (8)         |
| Salisbury (7)             | 1–1       | Yate Town (8)                |
| Cadbury Heath (9)         | 0–1       | Cinderford Town (8)          |
| Binfield (9)              | 3–0       | Buckland Athleti (9)         |
| Frome Town (7)            | 1–1       | Winchester City (8)          |
| Wimborne Town (7)         | 1–1       | Dorchester Town (7)          |
| Shaftesbury (9)           | 0–1       | Poole Town (7)               |
| Sholing (9)               | 0–0       | Hamworthy Utd (9)            |
| Plymouth Parkway (9)      | 0–0       | Street (8)                   |
| Taunton Town (7)          | 7–1       | Bemerton H. Harlequins (9)   |
| Paulton Rovers (8)        | 1–1       | Basingstoke Town (7)         |
| Bridport (9)              | 0–1       | Tiverton Town (7)            |
| Bishop's Cleeve (9)       | 0–2       | Wantage Town (9)             |
| Chipping Sodbury Town (9) | 0–2       | Bristol Manor Farm (8)       |
| Lymington Town (9)        | 2–2       | Lydney Town (9)              |
| 9 settembre 2018          |           |                              |
| AFC Mansfield (8)         | 2–1       | Stourport Swifts (9)         |
| Aylesbury Utd (8)         | 0–0       | Marlow (8)                   |
| Romford (8)               | 1–4       | Kettering Town (7)           |
| 12 settembre 2018         |           |                              |
| Parkgate (10)             | 2–2       | Leek Town (8)                |

#### Replay
| Squadra 1                | Risultato     | Squadra 2                 |
| ------------------------ | ------------- | ------------------------- |
| 10 settembre 2018        |               |                           |
| Rushall Olympic (7)      | 0–1           | Sutton Coldfield Town (8) |
| 11 settembre 2018        |               |                           |
| Scarborough Athl. (7)    | 2–3           | Marine (7)                |
| Workington (7)           | 5–3           | Newcastle Benfield (9)    |
| Morpeth Town (8)         | 1–2           | Ashton Athletic (9)       |
| Gainsborough Trinity (7) | 8–2           | Chasetown (8)             |
| Marlow (8)               | 2–1 (dts)     | Aylesbury Utd (8)         |
| Harlow Town (7)          | 1–2 (dts)     | Hendon (7)                |
| Kempston Rovers (8)      | 2–2 (4-1 dtr) | Chalfont St Peter (8)     |
| Histon (9)               | 0–7           | King's Lynn Town (7)      |
| Kings Langley (7)        | 3–1           | Northwood (8)             |
| Berkhamsted (8)          | 1–2           | Coggeshall Town (8)       |
| St Ives Town (7)         | 3–1           | Saffron Walden Town (9)   |
| Leiston (7)              | 4–2           | Cheshunt (8)              |
| Sevenoaks Town (8)       | 1–3           | Ramsgate (8)              |
| Lancing (9)              | 0–3           | Phoenix Sports (8)        |
| Whyteleafe (8)           | 2–1           | Corinthian-Casuals (7)    |
| Walton Casuals (7)       | 3–0           | Beckenham Town (9)        |
| Banbury Utd (7)          | 2–1           | Weymouth (7)              |
| Yate Town (8)            | 1–3           | Salisbury (7)             |
| Winchester City (8)      | 2–1 (dts)     | Frome Town (7)            |
| Dorchester Town (7)      | 3–0           | Wimborne Town (7)         |
| Hamworthy Utd (9)        | 0–1           | Sholing (9)               |
| Street (8)               | 1–4           | Plymouth Parkway (9)      |
| Basingstoke Town (7)     | 2–0           | Paulton Rovers (8)        |
| Lydney Town (9)          | 1–2           | Lymington Town (9)        |
| 12 settembre 2018        |               |                           |
| Hadley (9)               | 0–1           | Leverstock Green (9)      |
| Long Melford (9)         | 1–2           | Haverhill Rovers (9)      |
| Lewes (7)                | 1–1 (4-1 dtr) | Farnborough (7)           |
| Cray Valley PM (9)       | 3–3 (4-1 dtr) | Merstham (7)              |
| Horsham (8)              | 5–0           | Corinthian (9)            |
| 18 settembre 2018        |               |                           |
| Leek Town (8)            | 3–0           | Parkgate (10)             |

### Secondo turno di qualificazione
Il sorteggio del secondo turno di qualificazione si è svolto il 10 settembre. A questo turno si sono qualificate 3 squadre di 10ª divisione, il campionato di livello più basso fin qui rappresentato, vale a dire Anstey Nomads, Atherstone Town e Burnham.
| Squadra 1                   | Risultato | Squadra 2                    |
| --------------------------- | --------- | ---------------------------- |
| 22 settembre 2018           |           |                              |
| Chester (6)                 | 4–0       | City of Liverpool (9)        |
| Ashton Utd (6)              | 3–0       | Trafford (8)                 |
| Radcliffe FC (8)            | 1–2       | Curzon Ashton (6)            |
| Farsley Celtic (7)          | 0–3       | Southport (6)                |
| Mossley (8)                 | 1–2       | Kidsgrove Athletic (8)       |
| Staveley Miners Welfare (9) | 0–4       | Guiseley (6)                 |
| South Shields (7)           | 1–2       | Stockport County (6)         |
| Knaresborough Town (9)      | 1–4       | Workington (7)               |
| Cleethorpes Town (8)        | 3–3       | Bamber Bridge (7)            |
| York City (6)               | 5–0       | Ashton Athletic (9)          |
| Marine (7)                  | 1–0       | Frickley Athletic (8)        |
| Dunston UTS (9)             | 2–1       | Irlam (9)                    |
| FC United of Manchester (6) | 2–0       | Colne (8)                    |
| Nantwich Town (7)           | 3–3       | Blyth Spartans (6)           |
| Darlington (6)              | 0–1       | Bradford Park Avenue (6)     |
| Chorley (6)                 | 3–0       | Leek Town (8)                |
| Witton Albion (7)           | 2–1       | Spennymoor Town (6)          |
| Altrincham (6)              | 5–0       | Whitley Bay (9)              |
| Consett (9)                 | 3–3       | Warrington Town (7)          |
| Sutton Coldfield Town (8)   | 2–2       | Alfreton Town (6)            |
| Boston Utd (6)              | 0–2       | Peterborough Sports (8)      |
| St Ives Town (7)            | 1–1       | Grantham Town (7)            |
| Kidderminster (6)           | 5–0       | Atherstone Town (10)         |
| Stourbridge (7)             | 3–2       | Leamington (6)               |
| Rugby Town (9)              | 1–3       | Hednesford Town (7)          |
| St Neots Town (7)           | 4–3       | Romulus (9)                  |
| Nuneaton Borough (6)        | 1–1       | Brackley Town (6)            |
| Alvechurch (7)              | 1–4       | Corby Town (8)               |
| Kettering Town (7)          | 2–1       | AFC Mansfield (8)            |
| Anstey Nomads (10)          | 1–7       | Mickleover Sports (7)        |
| Halesowen Town (7)          | 0–3       | Gainsborough Trinity (7)     |
| King's Lynn Town (7)        | 3–1       | Stafford Rangers (7)         |
| AFC Telford United (6)      | 3–1       | Bedford Town (8)             |
| Buxton (7)                  | 0–0       | Coalville Town (7)           |
| Hampton & Richmond (6)      | 3–0       | Burgess Hill Town (7)        |
| Kings Langley (7)           | 1–1       | Lewes (7)                    |
| Wealdstone (6)              | 2–0       | Great Wakering Rovers (8)    |
| Welling Utd (6)             | 2–1       | Chesham Utd (7)              |
| Woking (6)                  | 4–0       | Tooting & Mitcham United (8) |
| Hanwell Town (8)            | 1–0       | Lowestoft Town (7)           |
| Egham Town (8)              | 3–3       | Brightlingsea Regent (7)     |
| Chelmsford City (6)         | 1–2       | Worthing (7)                 |
| Concord Rangers (6)         | 2–0       | Margate (7)                  |
| Leverstock Green (9)        | 2–4       | Dorking Wanderers (7)        |
| Haringey Borough (7)        | 2–0       | Erith Town (9)               |
| Leiston (7)                 | 3–4       | Hastings Utd (8)             |
| Coggeshall Town (8)         | 2–0       | Walton Casuals (7)           |
| Bowers & Pitsea (8)         | 1–6       | Hemel H. Town (6)            |
| Billericay Town (6)         | 4–1       | Burnham (10)                 |
| Kempston Rovers (8)         | 1–0       | Marlow (8)                   |
| Hitchin Town (7)            | 1–1       | Didcot Town (8)              |
| Bognor Regis Town (7)       | 1–1       | AFC Sudbury (8)              |
| Haverhill Rovers (9)        | 0–6       | Leatherhead (7)              |
| East Thurrock United (6)    | 2–3       | Whitehawk (7)                |
| Brantham Athletic (9)       | 0–1       | Eastbourne Borough (6)       |
| Oxford City (6)             | 5–0       | Cray Valley PM (9)           |
| Gosport Borough (7)         | 2–3       | Ramsgate (8)                 |
| AFC Hornchurch (7)          | 2–1       | East Grinstead Town (8)      |
| AFC Uckfield Town (9)       | 1–3       | Dartford (6)                 |
| Hayes & Yeading Utd (8)     | 0–1       | Moneyfields (8)              |
| FC Romania (8)              | 0–2       | Beaconsfield Town (7)        |
| Horsham (8)                 | 4–3       | Heybridge Swifts (8)         |
| Dulwich Hamlet (6)          | 3–1       | Tonbridge Angels (7)         |
| Metropolitan Police (7)     | 2–2       | Needham Market (7)           |
| Merthyr Town (7)            | 1–4       | Winchester City (8)          |
| Lymington Town (9)          | 0–7       | Torquay Utd (6)              |
| Chippenham Town (6)         | 2–2       | Swindon Supermarine (7)      |
| Bristol Manor Farm (8)      | 5–2       | Basingstoke Town (7)         |
| Weston-super-Mare (6)       | 2–2       | Salisbury (7)                |
| Tiverton Town (7)           | 2–0       | Dorchester Town (7)          |
| Hereford (6)                | 0–0       | Truro City (6)               |
| Poole Town (7)              | 3–0       | Cinderford Town (8)          |
| Taunton Town (7)            | 4–0       | Bitton (9)                   |
| Banbury Utd (7)             | 0–2       | Bath City (6)                |
| Hungerford Town (6)         | sosp.     | Wantage Town (9)             |
| Binfield (9)                | 0–3       | Cirencester Town (8)         |
| Slough Town (6)             | 2–2       | Sholing (9)                  |
| 23 settembre 2018           |           |                              |
| Gloucester City (6)         | 3–1       | Plymouth Parkway (9)         |
| 25 settembre 2018           |           |                              |
| Hungerford Town (6)         | 1–1       | Wantage Town (9)             |
| 2 ottobre 2018              |           |                              |
| Hendon (7)                  | 1–1       | Lancing (9)                  |
| St Albans City (6)          | 1–1       | Corinthian-Casuals (7)       |

#### Replay
| Squadra 1                | Risultato     | Squadra 2                 |
| ------------------------ | ------------- | ------------------------- |
| 25 settembre 2018        |               |                           |
| Bamber Bridge (7)        | 0–5           | Cleethorpes Town (8)      |
| Blyth Spartans (6)       | 1–0           | Nantwich Town (7)         |
| Warrington Town (7)      | 2–0           | Consett (9)               |
| Alfreton Town (6)        | 3–0           | Sutton Coldfield Town (8) |
| Grantham Town (7)        | 0–2           | St Ives Town (7)          |
| Brackley Town (6)        | 2–0           | Nuneaton Borough (6)      |
| Coalville Town (7)       | 4–1           | Buxton (7)                |
| Brightlingsea Regent (7) | 2–1           | Egham Town (8)            |
| Didcot Town (8)          | 0–0 (2-3 dtr) | Hitchin Town (7)          |
| AFC Sudbury (8)          | 3–2 (dts)     | Bognor Regis Town (7)     |
| Needham Market (7)       | 2–3 (dts)     | Metropolitan Police (7)   |
| Swindon Supermarine (7)  | 0–1           | Chippenham Town (6)       |
| Salisbury (7)            | 2–3 (dts)     | Weston-super-Mare (6)     |
| Sholing (9)              | 0–3 (dts)     | Slough Town (6)           |
| 26 settembre 2018        |               |                           |
| Lewes (7)                | 2–1           | Kings Langley (7)         |
| Truro City (6)           | 3–4 (dts)     | Hereford (6)              |
| 2 ottobre 2018           |               |                           |
| Wantage Town (9)         | 2–2 (1-4 dtr) | Hungerford Town (6)       |
| 6 ottobre 2018           |               |                           |
| Corinthian-Casuals (7)   | 0–3           | St Albans City (6)        |
| 7 ottobre 2018           |               |                           |
| Lancing (9)              | 0–4           | Hendon (7)                |

### Terzo turno di qualificazione
Il sorteggio del terzo turno di qualificazione si è svolto il 24 settembre 2018. A questo turno si è qualificato il Dunston UTS, club di 9ª divisione, il campionato di livello più basso fin qui rappresentato.
| Squadra 1                   | Risultato | Squadra 2                |
| --------------------------- | --------- | ------------------------ |
| 6 ottobre 2018              |           |                          |
| Workington (7)              | 0–0       | Kidsgrove Athletic (8)   |
| Stockport County (6)        | 3–0       | Corby Town (8)           |
| Mickleover Sports (7)       | 1–2       | Alfreton Town (6)        |
| Kettering Town (7)          | 4–0       | Hednesford Town (7)      |
| Brackley Town (6)           | 2–3       | Marine (7)               |
| Peterborough Sports (8)     | 0–3       | Chorley (6)              |
| Altrincham (6)              | 4–2       | Bradford Park Avenue (6) |
| Dunston UTS (9)             | 4–3       | Chester (6)              |
| Stourbridge (7)             | 3–2       | Kidderminster (6)        |
| FC United of Manchester (6) | 1–2       | Witton Albion (7)        |
| Cleethorpes Town (8)        | 2–2       | Guiseley (6)             |
| St Neots Town (7)           | 2–2       | Coalville Town (7)       |
| King's Lynn Town (7)        | 0–1       | Ashton Utd (6)           |
| Curzon Ashton (6)           | 1–2       | Southport (6)            |
| Gainsborough Trinity (7)    | 1–2       | Blyth Spartans (6)       |
| York City (6)               | 3–0       | St Ives Town (7)         |
| Warrington Town (7)         | 2–1       | AFC Telford United (6)   |
| Tiverton Town (7)           | 3–3       | Metropolitan Police (7)  |
| Haringey Borough (7)        | 2–1       | AFC Sudbury (8)          |
| Gloucester City (6)         | 3–3       | Dorking Wanderers (7)    |
| Leatherhead (7)             | 1–1       | Hanwell Town (8)         |
| Eastbourne Borough (6)      | 4–3       | Dulwich Hamlet (6)       |
| Woking (6)                  | 3–2       | Kempston Rovers (8)      |
| Billericay Town (6)         | 9–1       | Whitehawk (7)            |
| Hereford (6)                | 0–2       | Welling Utd (6)          |
| Hitchin Town (7)            | 2–0       | Hastings Utd (8)         |
| Concord Rangers (6)         | 2–1       | Beaconsfield Town (7)    |
| Hemel H. Town (6)           | 5–0       | Ramsgate (8)             |
| Moneyfields (8)             | 2–3       | Worthing (7)             |
| Bath City (6)               | 3–0       | Lewes (7)                |
| Slough Town (6)             | 2–2       | Bristol Manor Farm (8)   |
| Hungerford Town (6)         | 1–2       | Wealdstone (6)           |
| Hampton & Richmond (6)      | 1–0       | AFC Hornchurch (7)       |
| Brightlingsea Regent (7)    | 0–3       | Torquay Utd (6)          |
| Weston-super-Mare (6)       | 1–0       | Coggeshall Town (8)      |
| Horsham (8)                 | 1–1       | Poole Town (7)           |
| Oxford City (6)             | 4–1       | Dartford (6)             |
| Winchester City (8)         | 3–0       | Cirencester Town (8)     |
| 10 ottobre 2018             |           |                          |
| Taunton Town (7)            | 5–2       | St Albans City (6)       |
| Chippenham Town (6)         | 4–1       | Hendon (7)               |

#### Replay
| Squadra 1               | Risultato     | Squadra 2            |
| ----------------------- | ------------- | -------------------- |
| 9 ottobre 2018          |               |                      |
| Guiseley (6)            | 2–1           | Cleethorpes Town (8) |
| Coalville Town (7)      | 3–3 (3-5 dtr) | St Neots Town (7)    |
| Metropolitan Police (7) | 1-0 (dts)     | Tiverton Town (7)    |
| Dorking Wanderers (7)   | 0–3           | Gloucester City (6)  |
| Hanwell Town (8)        | 0–0 (2-4 dtr) | Leatherhead (7)      |
| Bristol Manor Farm (8)  | 0–4           | Slough Town (6)      |
| Poole Town (7)          | 2–1 (dts)     | Horsham (8)          |
| 10 ottobre 2018         |               |                      |
| Kidsgrove Athletic (8)  | 2–1 (dts)     | Workington (7)       |

### Quarto turno di qualificazione
Il sorteggio del quarto turno di qualificazione è avvenuto l'8 ottobre 2018, con l'ingresso delle 24 squadre della National League, ovvero il campionato inglese di 5º livello. A questo turno si è qualificato il Dunston UTS, club di 9ª divisione, il campionato di livello più basso fin qui rappresentato.
| Squadra 1               | Risultato | Squadra 2                  |
| ----------------------- | --------- | -------------------------- |
| 20 ottobre 2018         |           |                            |
| Guiseley (6)            | 3–1       | Stourbridge (7)            |
| Warrington Town (7)     | 2–2       | FC Halifax Town (5)        |
| Chorley (6)             | 3–2       | Barrow (5)                 |
| Hartlepool Utd (5)      | 1–0       | Kidsgrove Athletic (8)     |
| AFC Fylde (5)           | 1–3       | Chesterfield (5)           |
| Southport (6)           | 2–1       | Ashton Utd (6)             |
| Blyth Spartans (6)      | 0–1       | York City (6)              |
| Harrogate Town (5)      | 0–0       | Wrexham (5)                |
| Dunston UTS (9)         | 0–4       | Gateshead (5)              |
| Stockport County (6)    | 2–0       | Altrincham (6)             |
| Marine (7)              | 1–2       | Salford City (5)           |
| Witton Albion (7)       | 0–2       | Solihull Moors (5)         |
| Alfreton Town (6)       | 4–0       | St Neots Town (7)          |
| Woking (6)              | 1–0       | Welling Utd (6)            |
| Hitchin Town (7)        | 1–1       | Leatherhead (7)            |
| Chippenham Town (6)     | 1–1       | Maidenhead United (5)      |
| Eastbourne Borough (6)  | 1–2       | Slough Town (6)            |
| Hemel H. Town (6)       | 1–1       | Oxford City (6)            |
| Weston-super-Mare (6)   | 1–0       | Bath City (6)              |
| Boreham Wood (5)        | 2–2       | Dag & Red (5)              |
| Metropolitan Police (7) | 1–0       | Havant & Waterlooville (5) |
| Gloucester City (6)     | 0–1       | Bromley (5)                |
| Aldershot Town (5)      | 2–0       | Kettering Town (7)         |
| Torquay Utd (6)         | 4–1       | Winchester City (8)        |
| Billericay Town (6)     | 2–2       | Taunton Town (7)           |
| Eastleigh (5)           | 0–1       | Hampton & Richmond (6)     |
| Wealdstone (6)          | 1–2       | Sutton Utd (5)             |
| Ebbsfleet Utd (5)       | 4–0       | Worthing (7)               |
| Maidstone Utd (5)       | 2–0       | Leyton Orient (5)          |
| Haringey Borough (7)    | 2–1       | Poole Town (7)             |
| Barnet (5)              | 4–2       | Braintree Town (5)         |
| Concord Rangers (6)     | 0–1       | Dover Athletic (5)         |

#### Replay
| Squadra 1             | Risultato | Squadra 2           |
| --------------------- | --------- | ------------------- |
| 20 ottobre 2018       |           |                     |
| FC Halifax Town (5)   | 2–0       | Warrington Town (7) |
| Wrexham (5)           | 2–0       | Harrogate Town (5)  |
| Maidenhead United (5) | 1–0       | Chippenham Town (6) |
| Oxford City (6)       | 5–0       | Hemel H. Town (6)   |
| Dag & Red (5)         | 0–1       | Boreham Wood (5)    |
| Leatherhead (7)       | 1–2 (dts) | Hitchin Town (7)    |
| Taunton Town (7)      | 0–1       | Billericay Town (6) |